# Serra (Espírito Santo)
Serra ist eine Stadt im brasilianischen Bundesstaat Espírito Santo, im Norden von dessen Hauptstadt Vitória. Im Jahr 2010 lebten in Serra etwa 409.000 Menschen auf 553 km².

## Söhne und Töchter der Stadt
- Rhayner Santos Nascimento (* 1990), Fußballspieler
- Lincoln (* 2000), Fußballspieler
- Patrick Verhon (* 2004), Fußballspieler